# Westerpark (stadsdeel)

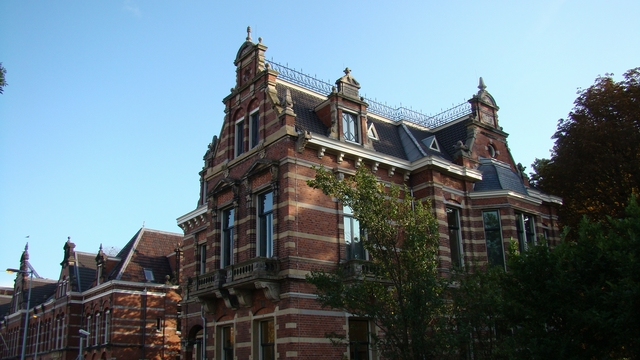
Stadsdeelkantoor Westerpark

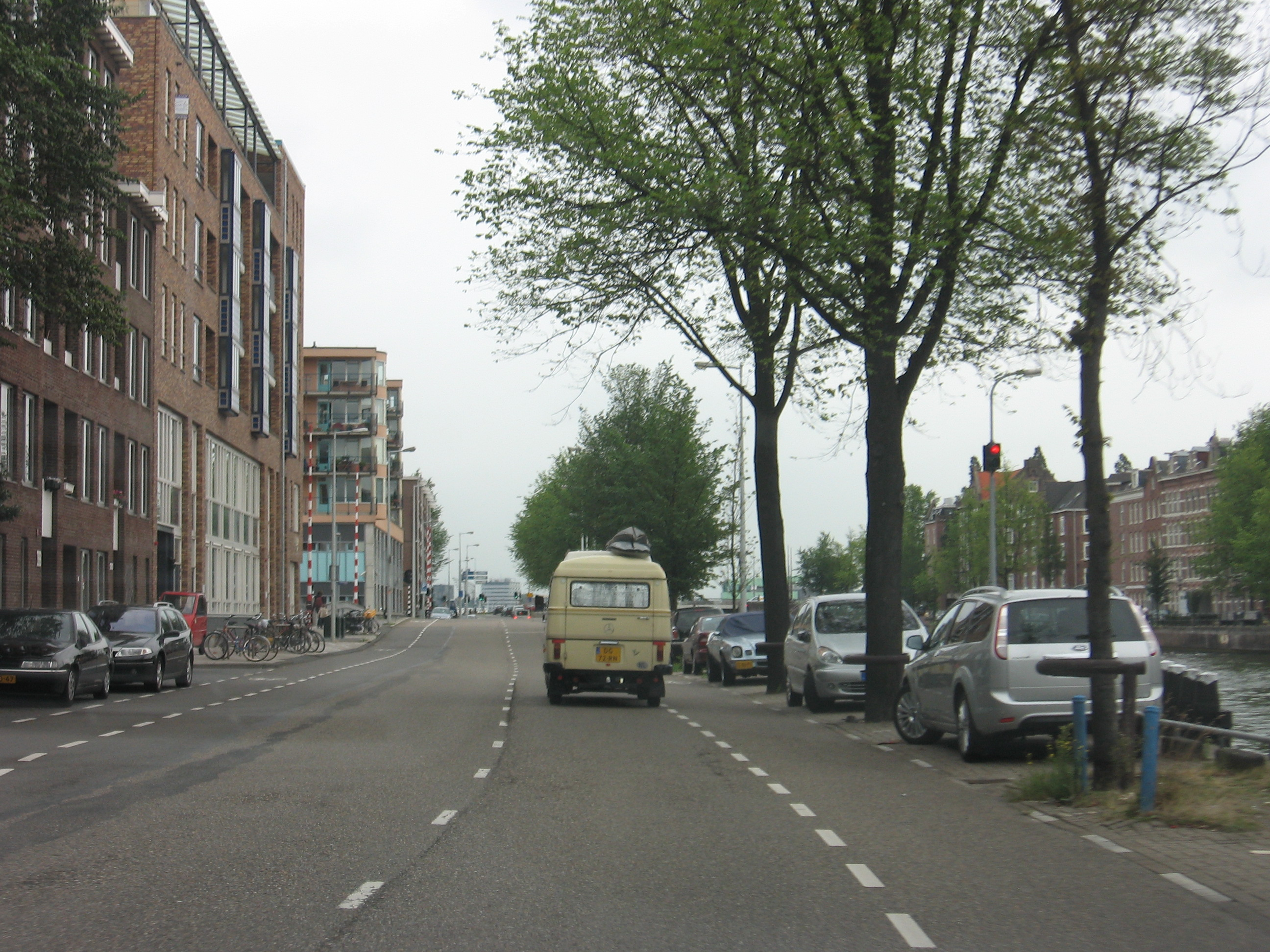
Houtmankade richting Tasmanstraat (Zeeheldenbuurt)

Westerpark was van 1990 tot 2010 een stadsdeel van de gemeente Amsterdam in de Nederlandse provincie Noord-Holland. Per 1 mei 2010 is het opgegaan in het nieuwe stadsdeel Amsterdam-West.
Sinds 1 januari 2014 hanteert de gemeente Amsterdam behalve stadsdelen en buurtcombinaties een verdeling in gebieden. Westerpark geldt in deze indeling als gebied 3. Westerpark omvat de buurtcombinaties Centrale Markt, Frederik Hendrikbuurt, Houthavens, Spaarndammer- en Zeeheldenbuurt en Staatsliedenbuurt.
Het stadsdeel telde (in 2007) 34.059 inwoners en heeft een oppervlakte van 10,96 km² (waarvan 0,76 km² water). Het Westerpark is tevens een park in dit stadsdeel, waar het stadsdeel naar vernoemd is.

## Geschiedenis
Het stadsdeel werd ingesteld in 1990. Zie voor de geschiedenis: Spaarndammerbuurt, Staatsliedenbuurt en Frederik Hendrikbuurt.

## Buurten in voormalig Stadsdeel Westerpark
- Houthavens
- Spaarndammerbuurt
- Zeeheldenbuurt
- Staatsliedenbuurt
- Waterwijk
- Centrale Markthallen
- Frederik Hendrikbuurt

In Westerpark ligt ook de voormalige Westergasfabriek, die is omgetoverd tot het Cultuurpark Westergasfabriek. Langs de Kostverlorenvaart staat de oude houtzaagmolen De Otter.

## Stadsdeelbestuur

### Dagelijks bestuur
Stadsdeelvoorzitter was sinds 2006 Martien Kuitenbrouwer (PvdA). Zij volgde haar partijgenoot Anne Marie Hoogland op. Het dagelijks bestuur werd tot 2010 gevormd door PvdA en GroenLinks.
De deelraad telde 17 leden.
| Deelraadszetels     | Deelraadszetels | Deelraadszetels | Deelraadszetels | Deelraadszetels |
| ------------------- | --------------- | --------------- | --------------- | --------------- |
| Partij              | 1998            | 2002            | 2006            |                 |
| PvdA                | 5               | 5               | 5               |                 |
| GroenLinks          | 5               | 4               | 4               |                 |
| SP                  | -               | -               | 3               |                 |
| VVD                 | 2               | 2               | 2               |                 |
| Buurt en Westerpark | 2               | 3               | 2               |                 |
| D66                 | 1               | 1               | 1               |                 |
| AA/DG               | 2               | 2               | -               |                 |
| Totaal              | 17              | 17              | 17              |                 |

## Stadsdeeldichter
Westerpark is het eerste stadsdeel dat een stadsdeeldichter heeft aangesteld (in maart 2006): Hans Kloos.

## Website
De website van stadsdeel Westerpark werd in 2008 in de jaarlijkse beoordeling van websites van deelgemeenten door http://www.overheid.nl als de op een na beste beoordeeld https://web.archive.org/web/20081230024226/http://monitor.overheid.nl/continu/deelgemeente/. Stadsdeel Westerpark was in mei 2006 een van de eerste overheden waarvan de wethouders gezamenlijk een weblog vulden.

## Externe links

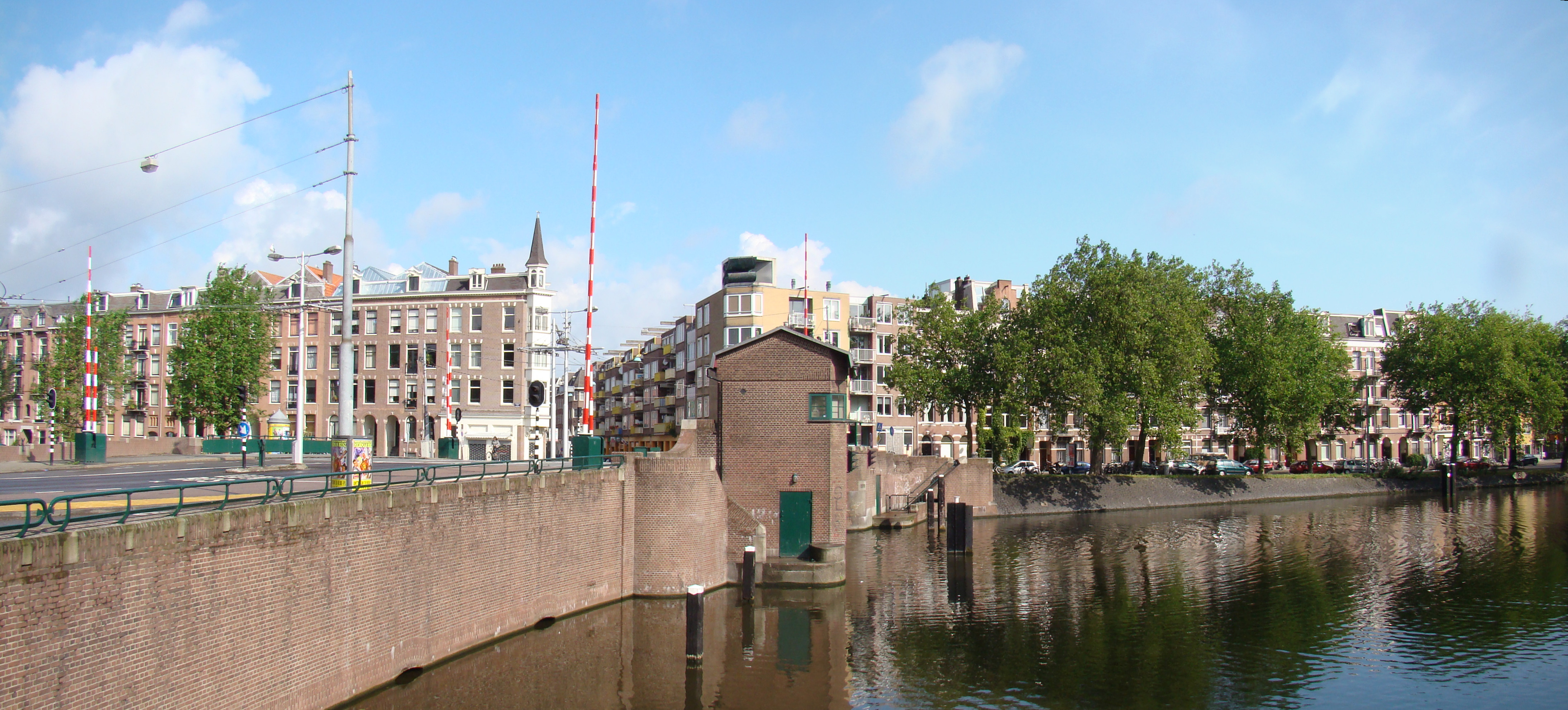
Uitzicht op de Kattenslootbrug, Nassaukade en Staatsliedenbuurt.